# Lista de baías e enseadas da Bahia

Mapa da Baía de Todos os Santos, as enseadas do Cabrito e Tainheiros à direita e a Baía de Aratu mais acima.

Esta lista relaciona as baías e enseadas da Bahia, Brasil.
- Baía de Aratu
- Baía de Camamu
- Baía de Todos os Santos
- Baía do Iguape
- Baía do Pontal
- Coroa Vermelha
- Enseada de Tatuapara, na costa do município de Mata de São João com abertura para o Oceano Atlântico[1][2]
- Enseada do Caboto, possui abertura para a Baía de Todos os Santos e nela está instalada o Porto de Aratu[3]
- Enseada do Cabrito, na costa do município de Salvador com abertura para a Baía de Todos os Santos e nela está situado o estuário do Rio do Cobre[4]
- Enseada dos Tainheiros, na costa do município de Salvador com abertura para a Baía de Todos os Santos[5]